# Игра-ходилка
Игра-ходилка — один из старейших классов настольных игр.
Цель игры — провести свою фишку (несколько фишек) по заготовленному маршруту. Расстояние, на которое игрок может продвинуть свою фишку определяется броском игральной кости. Обычно в игре присутствуют дополнительные правила, дающие выгоды или наказания игрокам, чья фишка попала на определённое поле.
Среди таких игр:
- Сенет из Древнего Египта (ок. 3500 лет до н. э.)
- Царская игра Ура из Месопотамии (ок. 2600–2400 годы до н. э.)
- Гусёк[англ.]
- Мавари сёги.